# Đội tuyển Fed Cup Botswana
Đội tuyển Fed Cup Botswana đại diện Botswana ở giải đấu quần vợt Fed Cup và được quản lý bởi Hiệp hội Quần vợt Botswana.  Đội chưa thi đấu kể từ năm 2006.

## Lịch sử
Botswana tham gia kì Fed Cup đầu tiên vào năm 1995.  Thành tích tốt nhất của họ là thứ 4 ở Nhóm II các năm 2002 và 2003.
Tapiwa Marobela được ghi nhận là có nhiều trận thắng cho đội tuyển Fed Cup Botswana nhất, với 6 chiến thắng trong 13 trận đánh đơn và 2 chiến thắng trong 11 trận đánh đôi từ năm 2001 đến 2004, trước khi cô vào Đại học bang Florida từ 2004 đến 2008.